# (6125) Singto
(6125) Singto est un astéroïde de la ceinture principale.

## Description
(6125) Singto est un astéroïde de la ceinture principale. Il fut découvert le 4 février 1989 à Kushiro par Seiji Ueda et Hiroshi Kaneda. Il présente une orbite caractérisée par un demi-grand axe de 2,22 UA, une excentricité de 0,14 et une inclinaison de 1,3° par rapport à l'écliptique.